# Sofia (imperatriz)
Élia Sofia (em latim: Aelia Sophia) foi uma imperatriz-consorte bizantina, esposa do imperador Justino II. Ela era uma sobrinha da imperatriz Teodora. Ela era muito interessada em assuntos econômicos e se envolveu nas finanças do império durante o reinado do marido. Quando Justino começou a perder a sanidade, ela atuou como regente.

## Família
João de Éfeso, em sua "História Eclesiástica", afirma que Sofia era sobrinha de Teodora, mas não identifica seus pais. A "História Secreta", de Procópio, afirma que ela tinha dois irmãos: uma irmã mais velha, Comito, e uma mais nova, Anastácia; qualquer uma das duas pode ter sido a mãe de Sofia. Procópio identifica Comito como sendo a hetera mais proeminente de sua época. João Malalas relata que Comito (que nasceu por volta de 500) teria se casado com o general Sitas em 528 e ele, portanto, pode ser o pai dela. Não se sabe o destino de Anastácia.
Durante o reinado de Justiniano (r. 527–565), Teodora planejou o casamento de Sofia com seu sobrinho Justino II (r. 565–578). De acordo com a Crônica de Vítor de Tununa, Justino era filho de Dulcídio, também conhecido como "Dulcíssimo", e Vigilância. Vigilância e o irmão, Justiniano I, eram filhos de Pedro Sabácio e uma outra Vigilância, que era irmã de Justino I.

## Imperatriz consorte
Justiniano I tinha diversos sobrinhos, mas parece nunca ter nomeado um herdeiro. Na noite de 13-14 de novembro de 565, ele estava à beira da morte. Justino era seu curopalata e, portanto, o único herdeiro viável no Grande Palácio de Constantinopla. Ele conseguiu o apoio do Senado bizantino e foi proclamado imperador antes que os demais membros da família de Justiniano fossem avisados. Os eventos da ascensão de Justino foram narrados pelo poeta da corte Flávio Crescônio Coripo.
Coripo geralmente chamava Sofia (em grego:  Sophia - "sabedoria") pelo seu equivalente em latim "Sapientia". O discurso de ascensão de Justino menciona a imperatriz reinando juntamente com o marido, o que presume que ela já exercia uma forte influência política sobre ele. Coripo relata que a imperatriz ficou encarregada dos arranjos para o funeral de Justiniano e conta que ela bordou em sua mortalha cenas mostrando os triunfos de seu reinado.
O principal desafio ao novo governante era um outro Justino, primo do imperador. Ele era filho de Germano e sua primeira esposa, Passara. Ele havia se destacado como um comandante e parecia, assim, ser uma melhor escolha do ponto de vista militar. De acordo com Evágrio Escolástico, o imperador e Sofia a princípio receberam bem Justino em Constantinopla, mas não demorou para que ele fosse exilado para Alexandria. Em 568, o Justino rival foi assassinado em sua cama, ato que João de Biclaro atribuiu às maquinações de Sofia. Evágrio alega que a cabeça do falecido foi enviada ao casal imperial que, desrespeitosamente, a usaram como bola. Contudo, Evágrio é, de maneiral geral, muito enviesado contra Justino e Sofia e não deve ser considerado como uma fonte imparcial.
Em 568, Narses foi removido de seu posto de prefeito da Itália. De acordo com Paulo, o Diácono, Sofia enviou uma mensagem ao general informando que ela teria uma posição mais adequada para um eunuco como ele, um supervisor das garotas que bordavam no gynaikonitis ("alojamentos das mulheres"). Paulo atribui a esta mensagem a escolha de Narses de se retirar para Nápoles ao invés de retornar para a capital como lhe ordenara Justino. Presume-se que temia a imperatriz.
Sofia também influenciava as políticas financeiras de Justino. Tendo herdado um tesouro exaurido, o casal começou a pagar os vários débitos e empréstimos de Justiniano com banqueiros e agiotas. De acordo com Teófanes, Sofia estava encarregada do exame dos registros financeiros e do pagamento das contas, o que restaurou a credibilidade do tesouro imperial. O casal tentou ainda diminuir as despesas para aumentar as reservas. Evágrio, João de Éfeso, Gregório de Tours e Paulo, o Diácono, todos mencionam o fato ao mesmo tempo que acusam Justino e Sofia de cobiça. Sofia de fato estudou os débitos e conseguiu pagá-los, o que lhe valeu muitos elogios na época.
Sofia tomou o nome Aelia seguindo o costume das imperatrizes da Dinastia teodosiana e da Casa de Leão, ao contrário das duas imperatrizes anteriores de sua dinastia (Teodora e Eufêmia. Ela foi a primeira imperatriz consorte a aparecer em moedas bizantinas com insígnias imperiais equivalentes às do marido. Eles também apareciam juntos em imagens e estátuas; o nome de Sofia, sozinha, foi dado a dois palácios, um porto e um banho público construídos em sua homenagem.
Em 569, Justino e Sofia, juntos, teriam supostamente enviado uma relíquia da Vera Cruz para Radegunda. O evento foi comemorado na "Vexilla Regis" de Venâncio Fortunato. Eles também enviaram relíquias para o papa João III numa tentativa de melhorar as relações com a Santa Sé - a Cruz de Justino II, nos Museus Vaticanos, uma crux gemmata e relicário da Vera Cruz, que foi, possivelmente, presenteada nesta época, traz uma inscrição relatando a doação e aparentemente traz os retratos do casal imperial nas pontas dos braços da cruz no reverso. Porém, a política religiosa do casal era controversa. De acordo com João de Éfeso e Miguel, o Sírio, marido e mulher eram originalmente monofisistas convertidos ao cristianismo calcedoniano para conseguir as graças do imperador Justino. Durante seu reinado, eles tentaram reconciliar, sem sucesso, calcedonianos e monofisistas, terminando na perseguição destes. A crença real deles permanece tema de debate.

## Regência
Segundo os relatos da época, Justino sofria de ataques de insanidade e se mostrou incapaz de realizar suas funções já na época da queda de Dara a Cosroes I, do Império Sassânida, em novembro de 573. De acordo com Gregório de Tours, o poder no Império nesta época foi assumido por Sofia. Evágrio Escolástico relata que ela conseguiu firmar uma trégua de três anos com Cosroes por conta própria. Mas, como regente, ela necessitava de aliados e escolheu Tibério, o conde dos excubitores, como colega no poder.
De acordo com Teófanes, o Confessor, Tibério foi oficialmente nomeado césar por Justino em 7 de dezembro de 574. Ele também foi adotado por Justino e, assim, se tornou seu herdeiro-aparente. João de Éfeso relata que Sofia e Tibério discutiam muito entre sobre as políticas financeiras, agindo como co-regentes de facto. Sofia buscava reduzir as despesas reais, enquanto Tibério queria aumentá-las, principalmente para financiar despesas militares.
A "História Eclesiástica" de João de Éfeso e a "Crônica" de Teófanes relatam que Sofia planejava se casar com Tibério e considerava ofensivo o casamento dele com Ino Anastácia. Ela e suas filhas, Constantina e Cárito, foram proibidas de entrarem no Grande Palácio de Constantinopla para mantê-las longe de Tibério e foram acomodadas no Palácio de Hormisda, a antiga residência de Justiniano I antes de sua ascensão ao trono. De acordo com João, Tibério se juntava a elas todas as noites e retornava ao Grande Palácio pelas manhãs. Teimosamente, Sofia também se recusou a deixar que as senhoras da corte visitassem Ino e as filhas para prestar-lhes respeito.
Ino eventualmente deixou a capital e se mudou para Daphnudium, onde morava antes. De acordo com João de Éfeso, Tibério foi ao seu encontro quando ela adoeceu. Presume-se que suas filhas se juntaram à mãe quando ela partiu.
Em setembro de 578, Justino II nomeou Tibério seu coimperador. Em 5 de outubro, ele estava morto e Tibério era o único imperador. De acordo com João de Éfeso, Sofia enviou o patriarca de Constantinopla Eutíquio até Tibério para convencê-lo a se divorciar de Ino e oferecendo a própria imperatriz e sua filha Arábia como noivas em potencial para o novo imperador. Tibério recusou a proposta.

## Augusta viúva
Sofia não era mais a imperatriz-consorte, mas manteve o título de augusta. Ela também continuou ocupando uma parte do Grande Palácio. Enquanto isso, sua rival, Ino Anastácia, foi proclamada augusta. A situação não era do seu agrado e João de Éfeso relata mais discussões sobre a política financeira. Gregório de Tours conta que Sofia se envolveu numa conspiração para depor Tibério e colocar no seu lugar Justiniano, um irmão mais novo do Justino assassinado em Alexandria.
Tibério reagiu tomando-lhe muitas de suas propriedades e despedindo seus criados mais leais, colocando no lugar outros leais a si. Porém, ela manteve o título e continuou vivendo no palácio. Teófanes relata que, em 579, Sofia se retirou para o Sophiai, uma palácio construído em sua honra, e lá criou sua própria corte e era homenageada como mãe de Tibério.
Em 14 de agosto de 582, Tibério morreu e foi sucedido por Maurício, um general noivo de Constantina, filha de Ino e Tibério, e escolhido por Sofia. Gregório de Tours conta que ela planejava se casar com ele e recuperar assim o trono. O casamento de Constantina e Maurício se realizou no outono de 582 numa cerimônia realizada pelo patriarca de Constantinopla João IV descrita em detalhes por Teofilato Simocata. Constantina foi também proclamada augusta e as três agora detinham o título. Segundo João de Éfeso, todas elas viviam também no Grande Palácio, o que implica que o retiro de Sofia foi temporário ou que Teófanes se enganou.
Anastácia foi a primeira das três a morrer, em 593, segundo Teófanes. Constantina parece ter tido melhores relações com Sofia do que a mãe. Teófanes relata que elas deram uma preciosa coroa de presente a Maurício na Páscoa de 601. Ele aceitou o presente, mas ordenou que ele fosse pendurado no altar de Santa Sofia como seu próprio tributo à igreja. Segundo Teófanes, ambas consideraram um ato um insulto e o casamento com Constantina foi abalado.
A Páscoa de 601 foi também a última menção a Sofia no registro histórico. Se ela sobreviveu para ver a deposição de Maurício no ano seguinte, não se sabe.

## Família e filhos
Justino e Sofia tiveram pelo menos dois filhos:
- Justo, que morreu antes de 565. Enterrado na Igreja de Miguel Arcanjo.
- Arábia. Casada antes da ascensão do pai[1] com o curopalata Baduário. Seu marido morreu por volta de 576 defendendo o Exarcado de Ravena dos lombardos segundo o relato de João de Biclaro. Eles tiveram uma filha, Firmina, cujo destino não se sabe.[10]